# Wappen von Bystrzyca Kłodzka

Wappen der Stadt

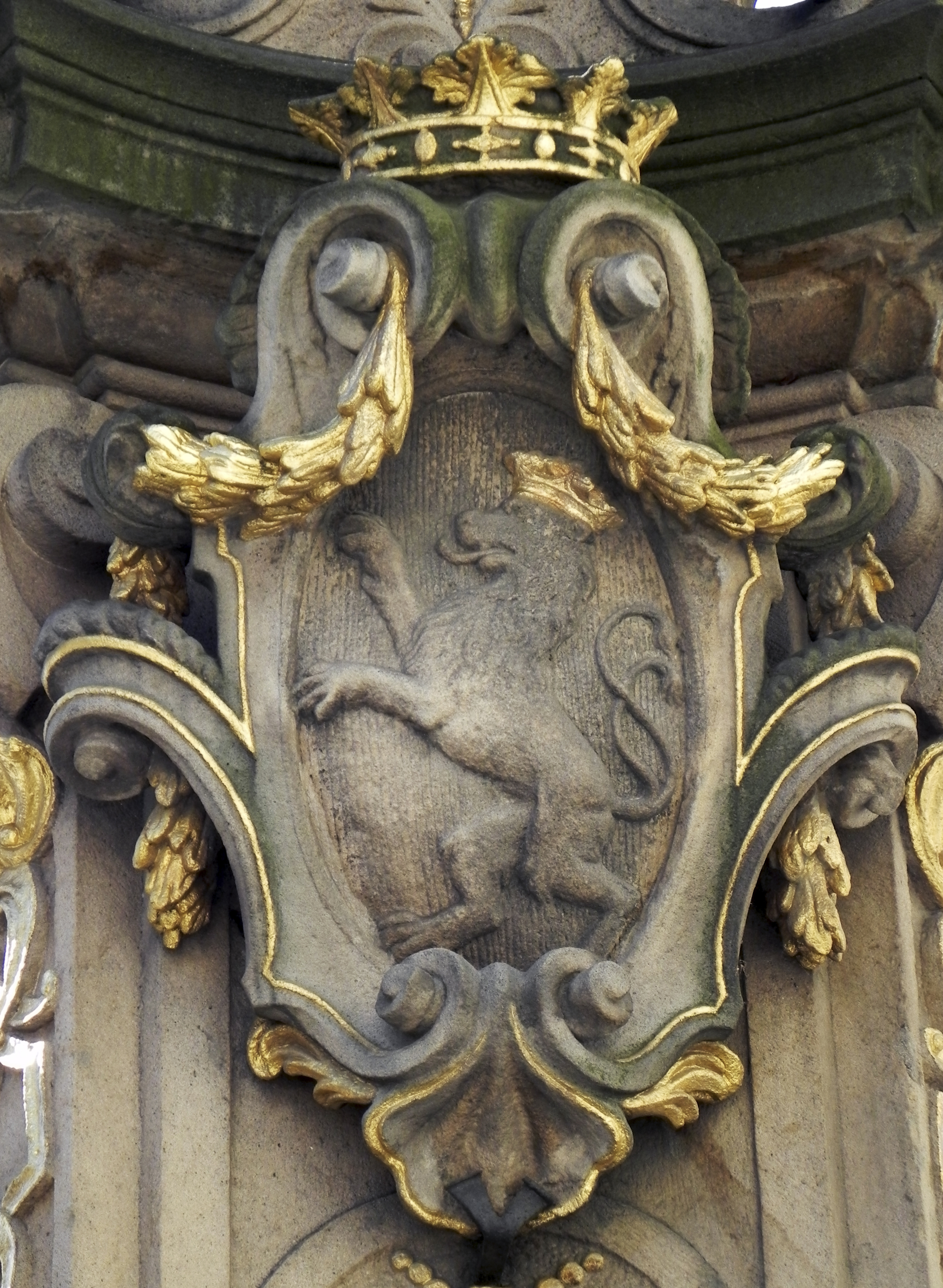
Das Wappen an der Dreifaltigkeitssäule

Das Wappen der Stadt Bystrzyca Kłodzka (Habelschwerdt) zeigt einen silbernen (weißen) Löwen mit goldener Krone vor einem roten Hintergrund. Es geht zurück auf die mittelalterlichen Siegel der Stadt. Bei dem im Stadtwappen dargestellten Löwen handelt es sich um den Böhmischen Löwen.
Dem Wappen von Bystrzyca Kłodzka ähneln das Wappen der Stadt Kłodzko (Glatz) und das Wappen der Stadt Lądek-Zdrój (Bad Landeck).

## Blasonierung
Die Blasonierung lautet wie folgt:

„Im roten Schilde der aufgerichtete, doppelgeschwänzte und goldgekrönte silberne Löwe des Königreichs Böhmen.“

## Geschichte
Das älteste bekannte Siegel der Stadt stammt aus dem 15. Jahrhundert und hat die Inschrift „sigillum civium in havilswerd“ mit einem bekrönten Löwen. Auch auf späteren Siegeln blieben die Symbole unverändert. Ein großes Siegel mit der Jahreszahl 1540 hat die Inschrift „SIGILLVM . CIVITATIS . HABELSCHWERDE“. Ein kleineres aus dem 17. Jahrhundert hat die Inschrift „SIGILLVM . SENATVS . POPVLIQVE . - HABELSCHWERDENSIS“.

## Das Wappen als Schmuck
Das Wappen befindet sich an einigen Bauwerken als Fassadenschmuck, u. a. auch an der Dreifaltigkeitssäule.